# Dominic Mendy

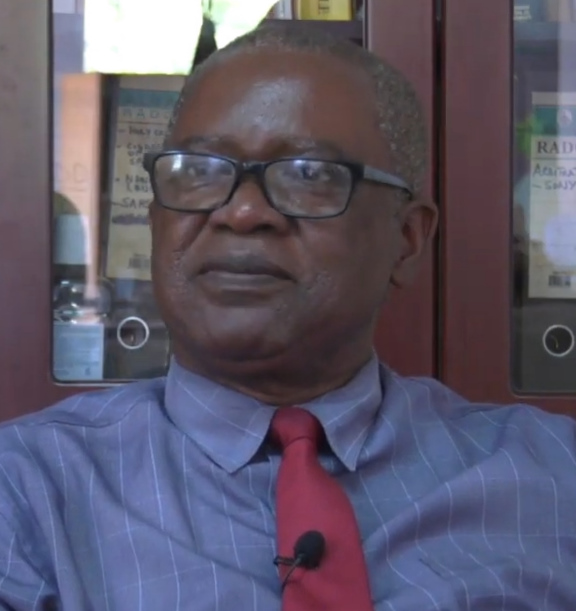

Dominic Mendy (* 13. Oktober 1959 in Sibanor) war Minister im westafrikanischen Staat Gambia.

## Leben
Mendy machte 1987 seinen Abschluss auf dem Fourah Bay College (University of Sierra Leone) in Volkswirtschaft und Soziologie. Später auf der Universität Malaya Kuala Lumpur (Malaysia) 1995 den MBA.
Von 1982 an hatte er eine Anstellung als Rechnungsprüfer bei der Social Security & Housing Finance Corporation, später ab 1993 bei der Standard Chartered Bank in Banjul.
Im August 1995 wurde er als Minister für Handel, Industrie und Gewerbe (Secretary of State for Trade, Industry and Employment) ins Kabinett von Gambia von Präsident Yahya Jammeh berufen und löste Bala Garba-Jahumpa in diesem Amt ab. Am 8. März 1997 wechselte er das Ressort und war dann Minister für Finanzen und Wirtschaft (Secretary of State for Finance and Economic Affairs). Er löste in diesem Amt erneut Bala Garba-Jahumpa ab, der in der diplomatischen Mission in London eingesetzt wurde. Mendy wurde im Januar 1999 ohne Erklärung als Minister entlassen. Das Ressort führte dann Famara Jatta fort.
Dominic Mendy ist seitdem in der freien Wirtschaft als Vorstand der im März 1999 gegründeten „Emanic Consulting“ und als freier Berater tätig und referierte an der Universität von Gambia „Organizational Behavior“. Auch gehört er dem Kommetee „Trade and Globalisation“ der Gambia Chamber of Commerce and Industry (GCCI) an.